# Liste der Baudenkmäler in der Avannaata Kommunia

Kommunen und Distrikte Grönlands

Die Liste der Baudenkmäler in der Avannaata Kommunia umfasst alle geschützten Gebäude und Bereiche in der grönländischen Avannaata Kommunia. Für Erklärungen siehe die Liste der Baudenkmäler in Grönland.

## Distrikt Qaanaaq

### Qaanaaq
| Typ           | Nr.   | Beschreibung | Baujahr | Datum | Bild | Beleg |
| ------------- | ----- | --- | ------- | ----- | ---- | ----- |
| Denkmalschutz | B-252 | Das Gebäude ist die ehemalige Handelsstation von Knud Rasmussen und Peter Freuchen. Sie wurde ursprünglich 1910 in Uummannaq (Dundas) errichtet, 1946 außer Betrieb genommen und 1986 demontiert und in Qaanaaq neu errichtet. Das Gebäude beherbergt heute das Qaanaaq-Museum. | 1910    | ????  |      |       |

### Uummannaq (Dundas)
| Typ                       | Nr. | Beschreibung                                                                                        | Baujahr | Datum | Bild | Beleg |
| ------------------------- | --- | --------------------------------------------------------------------------------------------------- | ------- | ----- | ---- | ----- |
| erhaltenswürdiger Bereich | K23 | Das Gebiet beinhaltet die historischen Kolonialgebäude und umfasst die gesamte verlassene Siedlung. | —       | —     |      |       |

## Distrikt Upernavik

### Upernavik
| Typ                                 | Nr.  | Beschreibung | Baujahr | Datum            | Bild | Beleg |
| ----------------------------------- | ---- | --- | ------- | ---------------- | ---- | ----- |
| Denkmalschutz                       | B-3  | Die alte Kirche wurde 1839 eingeweiht und bestand zu diesem Zeitpunkt nur aus dem Kirchensaal. Das Gebäude besteht aus Holzbrettern. 1882 wurden der Windfang und der Dachreiter angebaut. Die alte Kirche ist heute Teil des Upernavik-Museums.                                                                                                | 1839    | 2. November 1998 |      |       |
| Denkmalschutz                       | B-11 | Die ehemalige Böttcherwerkstatt ist ebenfalls Teil des Museums. Über dem Eingang befindet sich ein kleines Dach, unter dem früher eine Uhr hing. Auch dieses Gebäude ist aus aufrechten Holzbrettern gefertigt. | 1848    | 2. November 1998 |      |       |
| Denkmalschutz                       | B-12 | Das Gebäude wurde 1777 in Imerissoq errichtet und diente als Wohnung des Handelsverwalters/Kapitäns. 1832 wurde das Haus nach Upernavik überführt. Zum Ende des 19. Jahrhunderts wurde das Gebäude beidseitig verlängert und im Westen verbreitert. Es ist heute Teil des Museums.                                                              | 1777    | 2. November 1998 |      |       |
| Denkmalschutz                       | B-14 | Der ehemalige Laden ist Teil des Museums. Das Pfostenhaus ist von dicken Steinmauern umgeben, die nach oben hin in ihrer Dicke abnehmen, wodurch die Außenwände schief erscheinen. Später wurde das Gebäude um ein Lager erweitert, wobei die Mauer ebenfalls versetzt wurde an dieser Wandseite.                                               | 1864    | 2. November 1998 |      |       |
| Denkmalschutz                       | B-96 | Dieses Gebäude ist die neuere Kirche aus dem Jahr 1925. Sie wird auch heute noch genutzt und wurde vom Architekten Helge Bojsen-Møller errichtet. Das Gebäude ist vollständig achsensymmetrisch mit beidseitiger Apsis und wird in der Mitte von einer hohen Kirchspitze als Dachreiter gekrönt, auf deren Spitze sich eine Windfahne befindet. | 1925    | 2. November 1998 |      |       |
| Denkmalschutz                       | B-97 | Kapelle | 1941    | 2. November 1998 |      |       |
| Denkmalschutz                       | B-98 | Die Wohnung des Priesters liegt direkt neben der Kirche. Sie ist ein typischer grönländischer Stockwerksbau aus der Zeit von 1850 bis 1872. Wie das ganze Gebiet, ist das Gebäude heute Teil des Museums. | 1866    | 2. November 1998 |      |       |
| Denkmalschutz                       | B-99 | Das Gebäude wurde ursprünglich als Schule errichtet. Das mit Brettern verkleidete Fachwerkgebäude dient heute ebenfalls als Museumsgebäude. | 1910    | 2. November 1998 |      |       |
| erhaltenswürdig                     | B-4  | Die Wohnung des Arztes wurde von Helge Bojsen-Møller errichtet. Das Gebäude ist vergleichsweise groß, hat ein breites Obergeschoss, ein Vorhäuschen und einen Erker, der in die Veranda hineinreicht. Im Erdgeschoss befindet sich ein um das ganze Haus laufendes Fensterband mit vier Ecklisenen.                                             | 1915    | —                |      |       |
| erhaltenswürdig                     | B-10 | Die Wohnung des Handelsassistenten wurde vom Zimmermann Peter Anton Cortsen errichtet. | 1903    | —                |      |       |
| erhaltenswürdig                     | B-17 | Wohnung des Schiffsführers | 1934    | —                |      |       |
| erhaltenswürdig                     | B-21 | Das 1936 errichtete Handelsbüro wurde später umgebaut. | 1936    | —                |      |       |
| erhaltenswürdig                     | B-28 | Hierbei handelt es sich um ein zweistöckiges Warenlager. | 1926    | —                |      |       |
| erhaltenswürdig                     | B-31 | Schmiede | 1932    | —                |      |       |
| erhaltenswürdig                     | B-32 | Das Speckhaus wurde 1912 von Peter Anton Cortsen errichtet. | 1912    | —                |      |       |
| besonders erhaltenswürdiger Bereich | C05  | Das Gebiet umfasst das Upernavik-Museum mitsamt den denkmalgeschützten Bauten. | —       | —                |      |       |

### Aappilattoq
| Typ             | Nr.   | Beschreibung | Baujahr | Datum | Bild | Beleg |
| --------------- | ----- | ------------ | ------- | ----- | ---- | ----- |
| erhaltenswürdig | B-37  |              | ????    | —     |      |       |
| erhaltenswürdig | B-40  |              | ????    | —     |      |       |
| erhaltenswürdig | B-41  |              | ????    | —     |      |       |
| erhaltenswürdig | B-117 |              | ????    | —     |      |       |
| erhaltenswürdig | B-132 | Kirche       | ????    | —     |      |       |

### Innaarsuit
| Typ             | Nr.   | Beschreibung | Baujahr | Datum | Bild | Beleg |
| --------------- | ----- | ------------ | ------- | ----- | ---- | ----- |
| erhaltenswürdig | B-489 |              | ????    | —     |      |       |

### Kangersuatsiaq
| Typ             | Nr.   | Beschreibung | Baujahr | Datum | Bild | Beleg |
| --------------- | ----- | ------------ | ------- | ----- | ---- | ----- |
| erhaltenswürdig | B-59  |              | ????    | —     |      |       |
| erhaltenswürdig | B-64  |              | ????    | —     |      |       |
| erhaltenswürdig | B-65  |              | ????    | —     |      |       |
| erhaltenswürdig | B-69  |              | ????    | —     |      |       |
| erhaltenswürdig | B-70  |              | ????    | —     |      |       |
| erhaltenswürdig | B-110 | Kirche       | ????    | —     |      |       |
| erhaltenswürdig | B-112 | Schule       | ????    | —     |      |       |
| erhaltenswürdig | B-195 |              | ????    | —     |      |       |
| erhaltenswürdig | B-427 |              | ????    | —     |      |       |

### Kullorsuaq
| Typ             | Nr.   | Beschreibung | Baujahr | Datum | Bild | Beleg |
| --------------- | ----- | ------------ | ------- | ----- | ---- | ----- |
| erhaltenswürdig | B-57  |              | ????    | —     |      |       |
| erhaltenswürdig | B-149 |              | ????    | —     |      |       |
| erhaltenswürdig | B-174 |              | ????    | —     |      |       |

### Nutaarmiut
| Typ             | Nr.   | Beschreibung | Baujahr | Datum | Bild | Beleg |
| --------------- | ----- | ------------ | ------- | ----- | ---- | ----- |
| erhaltenswürdig | B-172 |              | ????    | —     |      |       |
| erhaltenswürdig | B-480 |              | ????    | —     |      |       |

### Nuussuaq
| Typ             | Nr.   | Beschreibung | Baujahr     | Datum | Bild | Beleg |
| --------------- | ----- | --- | ----------- | ----- | ---- | ----- |
| erhaltenswürdig | B-45  | | ????        | —     |      |       |
| erhaltenswürdig | B-48  | Warenlager | ????        | —     |      |       |
| erhaltenswürdig | B-49  | | ????        | —     |      |       |
| erhaltenswürdig | B-118 | Die Kirche aus dem Jahr 1939 wurde 2008 bei einem Brand zerstört und anschließend 2011 baugleich wieder aufgebaut. | 1939 / 2011 | —     |      |       |
| erhaltenswürdig | B-137 | | ????        | —     |      |       |
| erhaltenswürdig | B-199 | | ????        | —     |      |       |

### Tasiusaq
| Typ             | Nr.   | Beschreibung | Baujahr | Datum | Bild | Beleg |
| --------------- | ----- | ------------ | ------- | ----- | ---- | ----- |
| erhaltenswürdig | B-81  |              | ????    | —     |      |       |
| erhaltenswürdig | B-89  |              | ????    | —     |      |       |
| erhaltenswürdig | B-102 |              | ????    | —     |      |       |
| erhaltenswürdig | B-107 |              | ????    | —     |      |       |
| erhaltenswürdig | B-202 |              | ????    | —     |      |       |

### Upernavik Kujalleq
| Typ             | Nr.   | Beschreibung | Baujahr | Datum | Bild | Beleg |
| --------------- | ----- | ------------ | ------- | ----- | ---- | ----- |
| erhaltenswürdig | B-73  |              | ????    | —     |      |       |
| erhaltenswürdig | B-75  |              | ????    | —     |      |       |
| erhaltenswürdig | B-77  |              | ????    | —     |      |       |
| erhaltenswürdig | B-79  |              | ????    | —     |      |       |
| erhaltenswürdig | B-80  |              | ????    | —     |      |       |
| erhaltenswürdig | B-119 |              | ????    | —     |      |       |
| erhaltenswürdig | B-120 |              | ????    | —     |      |       |

## Distrikt Uummannaq

### Uummannaq
| Typ                                 | Nr.   | Beschreibung | Baujahr | Datum            | Bild | Beleg |
| ----------------------------------- | ----- | --- | ------- | ---------------- | ---- | ----- |
| Denkmalschutz                       | B-116 | Die Kirche wurde vom Architekten Helge Bojsen-Møller errichtet. Sie ist die größte Steinkirche Grönlands und das Material wurde direkt vor Ort aus den Felsen geschlagen. | 1934    | 2. November 1998 |      |       |
| erhaltenswürdig                     | B-2   | Das Gebäude beherbergt das Kinderheim von Uummannaq. Es war bis 1956 ein Sanatorium und wird heute auch als Freizeitklub genutzt. | 1929    | —                |      |       |
| erhaltenswürdig                     | B-5   | Das Gebäude ist das Wohnhaus des Distriktarztes. Es wurde neben dem damaligen Krankenhaus errichtet und ist vermutlich von Peter Anton Cortsen gezeichnet worden. | 1907    | —                |      |       |
| erhaltenswürdig                     | B-8   | Das Gebäude wurde 1941 errichtet und ersetzte das alte Krankenhaus in B-9. Das große Gebäude verfügt über eine Sonnenterrasse, die im östlichen Anbau über der Leichenhalle untergebracht ist, und symbolisiert so die damaligen Behandlungsmethoden gegen die Tuberkuloseepidemie i Grönland Mitte des 20. Jahrhunderts. | 1941    | —                |      |       |
| erhaltenswürdig                     | B-9   | Das Gebäude wurde 1870 errichtet und diente anfangs als Wohnung des Handelsassistenten. Das Stockwerkhaus wurde 1889 in ein Krankenhaus umgewandelt und 1929 nach Süden hin ausgebaut. 1941 wurde das Gebäude außer Gebrauch genommen. 1987 wurde es schließlich in ein Museum umgebaut, als das es noch heute dient. | 1870    | —                |      |       |
| erhaltenswürdig                     | B-11  | Das Wohnhaus des Handelschefs von 1909 ist ein verkleideter Fachwerkbau, der als Schmuckstück der Fachwerkarchitektur dieser Zeit gilt und vermutlich von Peter Anton Cortsen angefertigt worden ist. Auffällig ist der hübsche Giebel- und Firstschmuck. | 1909    | —                |      |       |
| erhaltenswürdig                     | B-12  | Wohnhaus | 1947    | —                |      |       |
| erhaltenswürdig                     | B-14  | Das Stockwerkhaus war früher die Wohnung des Handelsverwalters. Heute dient es als Bürogebäude von KNI und als Bank. | 1871    | —                |      |       |
| erhaltenswürdig                     | B-15  | Das Fachwerkgebäude wurde als Proviantbude errichtet und diente ab 1929 als Tuchmacherei. Heute befindet sich das Postamt darin. | 1853    | —                |      |       |
| erhaltenswürdig                     | B-16  | Die Böttcherwerkstatt ist ebenfalls ein Fachwerkbau aus den 1850er Jahren. | 1852    | —                |      |       |
| erhaltenswürdig                     | B-17  | Das auf einem hohen Sockel platzierte Fachwerkgebäude diente früher als Wohnung des Handelsassistenten und des Schiffsführers. | 1927    | —                |      |       |
| erhaltenswürdig                     | B-19A | Das Gebäude diente früher als Kartoffellager. Die Außenwand besteht unter anderem aus Bruchstein und lässt es daher als Torfmauerhaus erscheinen. | 1849    | —                |      |       |
| erhaltenswürdig                     | B-23  | Hierbei handelt es sich um ein Nebengebäude von B-29, das deutlich später angebaut wurde und ebenfalls als Laden diente. | 1923    | —                |      |       |
| erhaltenswürdig                     | B-25  | Das Stockwerkgebäude wurde im 18. Jahrhundert in Nuussuaq errichtet. Die Kolonie in Nuussuaq existierte nur von 1758 bis 1763. Das Gebäude stammt also vermutlich aus diesem Zeitraum. Es diente damals als Wohnung des Missionars. 1920 wurde es in Uummannaq neu aufgebaut, diente anfangs als Kohlelager und heute als Sitzungssaal. | um 1760 | —                |      |       |
| erhaltenswürdig                     | B-28  | Das Gebäude fungierte früher als Speckhaus und später als Proviantlager. Es ist vergleichsweise groß und die Außenwände sind von einer Steinmauer bedeckt. Heute wird es unter anderem von der Post als Warenlager genutzt. | 1861    | —                |      |       |
| erhaltenswürdig                     | B-29  | Auch dieses Gebäude ist ein typischer Fachwerkbau aus der Mitte des 19. Jahrhunderts. Es diente anfangs als Laden und ist heute ein Lagergebäude. 1923 wurde es um B-23 ergänzt. | 1853    | —                |      |       |
| erhaltenswürdig                     | B-30  | Das Hafenlager besteht aus zwei vollen Etagen plus Dachboden. | 1930    | —                |      |       |
| erhaltenswürdig                     | B-33  | Das kleine Fachwerkgebäude mit Pyramidendach war früher die Schmiede und dient heute als Lagerschuppen. | 1852    | —                |      |       |
| erhaltenswürdig                     | B-34  | Das Gebäude diente wie B-28 als Speckhaus und ist heute ein Möbellager. Wie B-28 ist auch dieser Pfahlbau von starken Steinmauern gesäumt. | 1860    | —                |      |       |
| erhaltenswürdig                     | B-110 | Das Schulgebäude ist ein Fachwerkgebäude von anderthalb Etagen, das 1952 ausgebaut wurde. | 1921    | —                |      |       |
| erhaltenswürdig                     | B-112 | Wohnhaus | 1948    | —                |      |       |
| erhaltenswürdig                     | B-117 | Das Gebäude ist die Wohnung des Priesters und ein Fachwerkbau. | 1894    | —                |      |       |
| erhaltenswürdig                     | B-300 | Das Gebäude wurde als Nebengebäude des damaligen Museums in B-9 errichtet. Seine Ostwand besteht aus einer dicken Steinmauer. | 1904    | —                |      |       |
| erhaltenswürdig                     | B-803 | Das Gebäude ist ein kleines Einfamilienhaus aus Torfmauern. Heute dient es als Museumsgebäude. | 1925    | —                |      |       |
| erhaltenswürdig                     | B-807 | Wie das nahegelegene B-803 handelt es sich um ein Torfmauerhaus, das jedoch als Zweifamilienhaus angelegt wurde. | 1925    | —                |      |       |
| besonders erhaltenswürdiger Bereich | C01   | Das Gebiet umfasst fast alle geschützten Gebäude in der Stadt und lässt sich in drei Teile teilen. Der südliche besteht aus den roten Handelsgebäuden, der mittlere wird von der Kirche dominiert und besteht zudem aus den historischen Wohnhäusern mit Vorgärten und den kleinen Torfmauerhäusern. und der nördliche Teil auf einem Abhang besteht aus Wohnhäusern. Diese bestehen aus Holz und haben vermutlich die früheren Torfmauerhäuser ersetzt. Das Gebiet zeigt eine auffällige architektonische Diversität, die über die verschiedenen Zeitperioden entstanden ist. | —       | —                |      |       |

### Ikerasak
| Typ             | Nr.   | Beschreibung                                                                                     | Baujahr | Datum | Bild | Beleg |
| --------------- | ----- | ------------------------------------------------------------------------------------------------ | ------- | ----- | ---- | ----- |
| erhaltenswürdig | B-49  | Büro                                                                                             | 1854    | —     |      |       |
| erhaltenswürdig | B-55  | Lager                                                                                            | 1898    | —     |      |       |
| erhaltenswürdig | B-57  | Lager                                                                                            | 1850    | —     |      |       |
| erhaltenswürdig | B-60  | Wohnung des Handelsverwalters                                                                    | 1909    | —     |      |       |
| erhaltenswürdig | B-120 | Die Kirche fungierte ursprünglich als Schulkapelle und wurde 1980 in eine Kirche umfunktioniert. | 1937    | —     |      |       |

### Illorsuit
| Typ             | Nr.   | Beschreibung                                                     | Baujahr | Datum | Bild | Beleg |
| --------------- | ----- | ---------------------------------------------------------------- | ------- | ----- | ---- | ----- |
| erhaltenswürdig | B-37  | Das Gebäude wurde als Laden errichtet und dient heute als Lager. | 1919    | —     |      |       |
| erhaltenswürdig | B-40  | Warenlager/Kohlenlager                                           | 1935    | —     |      |       |
| erhaltenswürdig | B-42  | Warenlager/Speckhaus                                             | 1906    | —     |      |       |
| erhaltenswürdig | B-43  | Das 1917 errichtete Lagergebäude stand ursprünglich in Nuussuaq. | 1917    | —     |      |       |
| erhaltenswürdig | B-48  | Büro/Unterbringung                                               | 1913    | —     |      |       |
| erhaltenswürdig | B-118 | Kirche                                                           | 1923    | —     |      |       |

### Niaqornat
| Typ             | Nr.  | Beschreibung | Baujahr | Datum | Bild | Beleg |
| --------------- | ---- | --- | ------- | ----- | ---- | ----- |
| erhaltenswürdig | B-73 | Warenlager | 1839    | —     |      |       |
| erhaltenswürdig | B-75 | Warenlager | 1909    | —     |      |       |
| erhaltenswürdig | B-77 | Warenlager | 1852    | —     |      |       |
| erhaltenswürdig | B-81 | Das ehemals als Laden genutzte Gebäude wurde 1763 in Nuussuaq errichtet und 1823 in das neugegründete Niaqornat gebracht, wo es ebenfalls als Warenlager dient. | 1763    | —     |      |       |
| erhaltenswürdig | B-82 | Wohnung des Handelsverwalters | 1922    | —     |      |       |

### Nuugaatsiaq
| Typ             | Nr.  | Beschreibung                                                             | Baujahr | Datum | Bild | Beleg |
| --------------- | ---- | ------------------------------------------------------------------------ | ------- | ----- | ---- | ----- |
| erhaltenswürdig | B-83 | Warenlager                                                               | 1924    | —     |      |       |
| erhaltenswürdig | B-84 | Warenlager                                                               | 1936    | —     |      |       |
| erhaltenswürdig | B-86 | Das Gebäude dient als Laden und Büro und wurde 1989 ausgebaut.           | 1930    | —     |      |       |
| erhaltenswürdig | B-87 | Das 1850 errichtete Lager- und Speckhaus stand ursprünglich in Nuussuaq. | 1850    | —     |      |       |

### Qaarsut
| Typ             | Nr.  | Beschreibung               | Baujahr | Datum | Bild | Beleg |
| --------------- | ---- | -------------------------- | ------- | ----- | ---- | ----- |
| erhaltenswürdig | B-62 | Büro/Lager                 | 1903    | —     |      |       |
| erhaltenswürdig | B-63 | Werkstatt                  | 1927    | —     |      |       |
| erhaltenswürdig | B-67 | Warenlager                 | 1920    | —     |      |       |
| erhaltenswürdig | B-69 | Warenlager                 | 1932    | —     |      |       |
| erhaltenswürdig | B-71 | Wohnung des Dorfverwalters | 1928    | —     |      |       |

### Saattut
| Typ             | Nr.    | Beschreibung                                                                          | Baujahr | Datum | Bild | Beleg |
| --------------- | ------ | ------------------------------------------------------------------------------------- | ------- | ----- | ---- | ----- |
| erhaltenswürdig | B-90   | Die heutige Schule war früher ein Laden.                                              | 1899    | —     |      |       |
| erhaltenswürdig | B-94   | Lager                                                                                 | 1878    | —     |      |       |
| erhaltenswürdig | B-101A | Hebammensprechzimmer                                                                  | 1905    | —     |      |       |
| erhaltenswürdig | B-101B |                                                                                       | 1905    | —     |      |       |
| erhaltenswürdig | B-131  | Die Kirche wurde 1927 als Schulkapelle errichtet und 1980 in eine Kirche umgewandelt. | 1927    | —     |      |       |

### Ukkusissat
| Typ             | Nr.   | Beschreibung | Baujahr | Datum | Bild | Beleg |
| --------------- | ----- | ------------ | ------- | ----- | ---- | ----- |
| erhaltenswürdig | B-104 | Warenlager   | 1907    | —     |      |       |
| erhaltenswürdig | B-111 | Warenlager   | 1906    | —     |      |       |

## Distrikt Ilulissat

### Ilulissat
| Typ                                 | Nr.   | Beschreibung | Baujahr | Datum              | Bild | Beleg |
| ----------------------------------- | ----- | --- | ------- | ------------------ | ---- | ----- |
| Denkmalschutz                       | B-75  | Der Bau der Zionskirche (dänisch Zions kirke, grönländisch Zionip oqaluffia) begann 1779 und wurde nach drei Jahren 1782 beendet. Zur Hälfte wurde das Gebäude von der Bevölkerung finanziert, während die andere Hälfte der Baukosten von Den Kongelige Grønlandske Handel übernommen wurde, nachdem man der Voraussetzung eingewilligt hatte, dass ein Teil der Kirche als Krankenhaus genutzt wird. Der dunkle Stockwerkbau hat einen Kirchturm als zentralen Dachreiter. Das Gebäude wurde 1907 restauriert und 1929/30 um etwa 50 Meter landeinwärts versetzt.                                                                        | 1779    | 2. November 1998   |      |       |
| Denkmalschutz                       | B-76  | Zusammen mit der Versetzung der Kirche wurde die Kapelle in der Nähe errichtet. | 1929    | 2. November 1998   |      |       |
| Denkmalschutz                       | B-78  | Hierbei handelt es sich eigentlich um zwei verschiedene Gebäude, die vermutlich nur kurz nacheinander errichtet wurden. Das größere wurde 1846 in Kopenhagen aufgebaut, wieder abgebaut und nach Ilulissat verschifft, wo es 1847 wieder aufgebaut wurde. Ab dem Folgejahr war es das Gebäude des Ajoqersuivissuaq, dem Lehrerseminar Nordgrönlands (siehe Grønlands Seminarium). 1875 wurde das Seminar geschlossen und das Gebäude war anschließend die Wohnung des Pastors. Es handelt sich um das Geburtshaus von Knud Rasmussen, der hier 1879 auf die Welt kam. 1978/79 wurde das Gebäude restauriert und in ein Museum umgewandelt. | 1846    | 30. September 1983 |      |       |
| erhaltenswürdig                     | B-3   | Das Gebäude wurde 1925 als Krankenhaus erbaut und ist heute das Patientenhotel des Krankenhauses von Ilulissat. Das Gebäude trägt den Namen Det gamle sygehus (deutsch Das alte Krankenhaus). | 1925    | —                  |      |       |
| erhaltenswürdig                     | B-4   | Das Fachwerkgebäude wurde 1904 erbaut und war das erste eigentliche Krankenhaus in Ilulissat. Es löste die Zionskirche als Krankenstation ab und war bis 1925 in Gebrauch. Anschließend wurde es in die Wohnung des Pastors umfunktioniert. Das Gebäude wurde ursprünglich von Peter Anton Cortsen angefertigt und später von Helge Bojsen-Møller umgebaut. | 1904    | —                  |      |       |
| erhaltenswürdig                     | B-5   | Das Gebäude ist der Hühnerstall von B-6. | ????    | —                  |      |       |
| erhaltenswürdig                     | B-6   | Es handelt sich um die Wohnung des Arztes. Das Stockwerkgebäude wurde 1898 und 1926 renoviert und dabei mit einer Holzbretterfassade versehen. | 1866    | —                  |      |       |
| erhaltenswürdig                     | B-7   | Der Stockwerkbau ist die Wohnung des Kolonialverwalters. Sie wurde 1934 verlängert. | 1767    | —                  |      |       |
| erhaltenswürdig                     | B-8   | Das Gebäude war ursprünglich ein Walfängerhaus, das am Nordufer der Hafenbucht lag. Es wurde 1788 an seine heutige Position versetzt und diente als Wohnung des Handelsassistenten. Bis 1903 wurde es auch als Laden genutzt. | 1777    | —                  |      |       |
| erhaltenswürdig                     | B-9   | Das Warenlager wurde 1857 mit B-26 ergänzt. | um 1800 | —                  |      |       |
| erhaltenswürdig                     | B-10  | Das Gebäude war die Wohnung des Handelschefs. Es wurde von Helge Bojsen-Møller entworfen und hat auffällige Giebelverzierungen und Lisenen. Heute befindet sich darin das Kunstmuseum der Stadt. | 1923    | —                  |      |       |
| erhaltenswürdig                     | B-11  | Das Gebäude wird heute von KNI genutzt. | ????    | —                  |      |       |
| erhaltenswürdig                     | B-15  | Das kleine Fachwerkhaus wurde als Proviantlager errichtet und ist das älteste noch stehende Gebäude der Stadt. Es wurde zum Ende des 20. Jahrhunderts restauriert, wobei das ursprüngliche Dach aus auf Klinkern liegenden Holzbrettern rekonstruiert wurde. | 1741    | —                  |      |       |
| erhaltenswürdig                     | B-17  | | ????    | —                  |      |       |
| erhaltenswürdig                     | B-20  | Das zweigeschossige Warenlager wurde von Helge Bojsen-Møller gezeichnet. Die beiden ebenfalls von ihm entworfenen bauähnlichen Warenlager B-13 und B-22 von 1919 und 1924 wurden demontiert und das Material für eine spätere Wiedererrichtung eingelagert. | 1934    | —                  |      |       |
| erhaltenswürdig                     | B-25  | Das Gebäude gehört zum Wohnhaus des Kolonialverwalters (B-7). Daran befand sich die Uhr. | ????    | —                  |      |       |
| erhaltenswürdig                     | B-26  | Das Gebäude wurde 1857 an B-9 angebaut. | 1857    | —                  |      |       |
| erhaltenswürdig                     | B-31  | Das Gebäude wird heute als Kunstwerkstatt genutzt. | ????    | —                  |      |       |
| erhaltenswürdig                     | B-79  | Die ehemalige Schule wird heute als Kirchenbüro genutzt. | 1905    | —                  |      |       |
| erhaltenswürdig                     | B-96  | B-96, B-98 und B-99 sind drei Wohnhäuser mit angebautem Gewächshaus und Garten. | ????    | —                  |      |       |
| erhaltenswürdig                     | B-98  | B-96, B-98 und B-99 sind drei Wohnhäuser mit angebautem Gewächshaus und Garten. | ????    | —                  |      |       |
| erhaltenswürdig                     | B-99  | B-96, B-98 und B-99 sind drei Wohnhäuser mit angebautem Gewächshaus und Garten. | ????    | —                  |      |       |
| erhaltenswürdig                     | B-750 | Die Kinderkrippe wurde von Henning Larsen gezeichnet. | 1971    | —                  |      |       |
| erhaltenswürdig                     | B-963 | Das Gebäude der Kommunalverwaltung wurde ebenfalls von Henning Larsen entworfen. Es ist durch seine Länge größer als es erscheint. | 1987    | —                  |      |       |
| erhaltenswürdig                     | B-964 | Das auch von Henning Larsen gezeichnete Postamt steht direkt vor dem Kommunalbüro und wirkt somit als Teil dessen. Es wurde im selben Stil zusammen mit diesem gebaut. Der Bau beider Gebäude begann 1971 zusammen mit der Kinderkrippe, aber wurde erst nach 16 Jahren vollendet. | 1987    | —                  |      |       |
| erhaltenswürdig                     | B-987 | Das Gebäude ist die Kirche aus Qullissat, die nach der Schließung der Stadt im Jahr 1973 nach Ilulissat gebracht wurde. | ????    | —                  |      |       |
| besonders erhaltenswürdiger Bereich | C10   | Das Gebiet umfasst die Gebäude der Mission in Ilulissat, die heute teils als Museum dienen. Die Bebauung ist vergleichsweise spärlich und große Teile des Bereichs sind von Gras bedeckt. Die Mission von Ilulissat lag ursprünglich ebenfalls am Hafen, aber wurde früh nach Süden verlegt, nördlich der damaligen Siedlung Pitoqqeq, in die Ilulissat später hineinwuchs. | —       | —                  |      |       |
| besonders erhaltenswürdiger Bereich | C17   | Nur der Nordteil von C17 steht unter Schutz. Er umfasst die Gebäude von Handel und Verwaltung, die sich um den Hafenplatz ziehen, sowie die weiter südliche gelegene Wohnung des Handelschefs. Das Gebiet besteht teils aus den historischen Gebäuden aus der Kolonialzeit, die um Henning Larsens Gebäude aus der zweiten Hälfte des 20. Jahrhunderts ergänzt sind. | —       | —                  |      |       |
| erhaltenswürdiger Bereich           | C14   | Der Bereich umfasst lediglich die Kirche von Qullissat (B-987) und ist ansonsten unbebaut. | —       | —                  |      |       |

### Appat
| Typ           | Nr.  | Beschreibung                                                                                    | Baujahr | Datum              | Bild | Beleg |
| ------------- | ---- | ----------------------------------------------------------------------------------------------- | ------- | ------------------ | ---- | ----- |
| Denkmalschutz | B-46 | Das Mannschaftshaus wird heute als Schullandheim genutzt. Appat ist nicht mehr bewohnt.         | 1869    | 30. September 1983 |      |       |
| Denkmalschutz | B-58 | Das Gebäude war die Wohnung des Kolonialverwalters und dient heute ebenfalls als Schullandheim. | 1858    | 30. September 1983 |      |       |

### Ilimanaq
| Typ                                 | Nr.   | Beschreibung | Baujahr | Datum        | Bild | Beleg |
| ----------------------------------- | ----- | --- | ------- | ------------ | ---- | ----- |
| Denkmalschutz                       | B-803 | Das Gebäude diente früher als Lager und Wohnung des Kaufmanns und heute als Laden und Sitzungsgebäude.                                                                                        | 1778    | 27. Mai 2013 |      |       |
| Denkmalschutz                       | B-807 | Die ehemalige Wohnung des Handelsverwalters wird heute als Restaurant genutzt. | 1751    | 27. Mai 2013 |      |       |
| erhaltenswürdig                     | B-804 | Fischhaus | ????    | —            |      |       |
| erhaltenswürdig                     | B-806 | Lager und ehemaliges Kohlenlager | ????    | —            |      |       |
| erhaltenswürdig                     | B-808 | Lager | ????    | —            |      |       |
| erhaltenswürdig                     | B-810 | Kirche | 1908    | —            |      |       |
| erhaltenswürdig                     | B-827 | ehemalige Trankocherei | ????    | —            |      |       |
| besonders erhaltenswürdiger Bereich | C01   | Der zentrale Teil von C01 steht unter Schutz. Darin befinden sich die geschützten Gebäude B-803, B-806, B-807 und B-808 sowie B-812, die B-808 verlängert, und die Pilersuisoq-Filiale B-801. | —       | —            |      |       |

### Oqaatsut
| Typ             | Nr.   | Beschreibung                | Baujahr | Datum | Bild | Beleg |
| --------------- | ----- | --------------------------- | ------- | ----- | ---- | ----- |
| erhaltenswürdig | B-62  | Warenlager                  | 1894    | —     |      |       |
| erhaltenswürdig | B-66  | Büro                        | 1898    | —     |      |       |
| erhaltenswürdig | B-111 | ehemaliges Versammlungshaus | 1923    | —     |      |       |
| erhaltenswürdig | B-122 | ehemaliger Laden            | 1923    | —     |      |       |

### Qeqertaq
| Typ             | Nr.  | Beschreibung | Baujahr | Datum | Bild | Beleg |
| --------------- | ---- | ------------ | ------- | ----- | ---- | ----- |
| erhaltenswürdig | B-40 | Warenlager   | 1945    | —     |      |       |
| erhaltenswürdig | B-43 | Kohlenlager  | 1893    | —     |      |       |

### Saqqaq
| Typ             | Nr.   | Beschreibung                   | Baujahr | Datum | Bild | Beleg |
| --------------- | ----- | ------------------------------ | ------- | ----- | ---- | ----- |
| erhaltenswürdig | B-67  | Warenlager                     | ????    | —     |      |       |
| erhaltenswürdig | B-69  | Warenlager                     | ????    | —     |      |       |
| erhaltenswürdig | B-72  | Warenlager                     | ????    | —     |      |       |
| erhaltenswürdig | B-73  | Wohnung des Kolonialverwalters | ????    | —     |      |       |
| erhaltenswürdig | B-86  | ehemaliges Versammlungshaus    | ????    | —     |      |       |
| erhaltenswürdig | B-143 | Kirche                         | 1909    | —     |      |       |